# Yyldyz
Le Yyldzyz (signifiant « étoile » en turkmène) est un hôtel de luxe situé à Achgabat, capitale du Turkménistan. Construit par l'entreprise Bouygues Turkmène, il mesure 107 mètres, compte 24 étages et dispose de 155 chambres.

## Conception et construction
La construction de l'hôtel a nécessité environ 7000 tonnes d'acier et plus de 14 000 mètres carrés de verre. Le bâtiment prend la forme d'une goutte d'eau, car il était originellement construit pour être le nouveau ministère de l'environnement. Sa superficie totale est de 50 620 mètres carrés. Les espaces verts autour de l'édifice représentent 85 000 mètres carrés et comprennent des étendues de sable, d'herbe fraiche ou synthétique, d'arbres mais aussi des terrains de tennis et de volleyball. La hauteur de l'immeuble de 24 étages, du podium au sommet, est de 107 mètres environ. À noter que l'ensemble de la structure présente un degré élevé de résistance sismique, mesure indispensable dans l'une des régions les plus sismiques au monde.

## Chiffres utiles
L'hôtel dispose de 155 chambres, dont une chambre présidentielle de luxe et des chambres standard
La grande salle de banquet de 1 000 places se situe au 1er étage
Les appartements VIP sont situés au 14e étage
Au 18e étage, un restaurant panoramique de 600 places est présent